# Táhlice

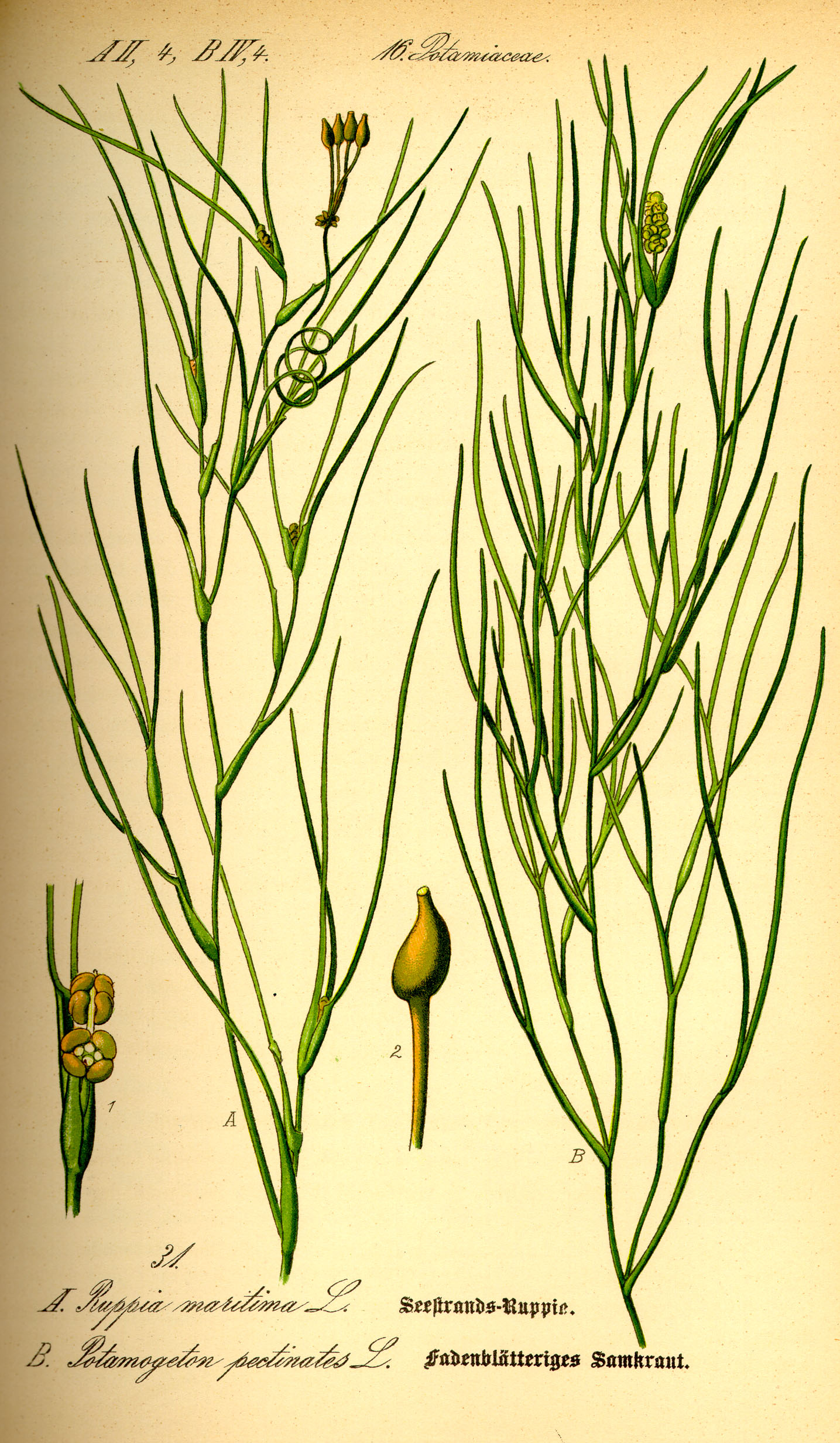
Táhlice přímořská na ilustraci z roku 1885

Táhlice (Ruppia) je rod jednoděložných rostlin z čeledi táhlicovité (Ruppiaceae) a jediný rod této čeledi. Jsou to ponořené vodní byliny kořenící ve dně. Listy jsou čárkovité, střídavé až vstřícné, s pochvou. Květy jsou drobné, bezobalné, ve vrcholových klasovitých květenstvích. Plodem je souplodí nažek s prodlužujícími se plodními stopkami. Táhlice rostou zejména v brakické vodě při mořském pobřeží a ve slaných či alkalických vnitrozemských jezerech. Jsou rozšířeny téměř po celém světě od tropů po chladné oblasti mírného pásu. V Evropě rostou celkem 3 druhy, z nichž však žádný nezasahuje do České republiky. Nejznámějším zástupcem je táhlice přímořská, která je rozšířená na všech kontinentech.
Táhlice mají zajímavý způsob opylování, při němž se pyl přenáší na bliznu po vodní hladině.

## Popis
Táhlice jsou vytrvalé nebo jednoleté, ponořené vodní byliny s plazivým, jednoduchým nebo monopodiálně nebo laterálně větveným oddenkem. U jednoletých druhů bývá oddenek redukovaný. Rostliny mají celkově zjednodušenou stavbu. Ve stonku je jeden středový cévní svazek s xylémem uprostřed. V parenchymatickém pletivu stonku je kruh vzduchových kanálků. Výhony mohou být velmi krátké nebo až 2,5 metru dlouhé.
Listy jsou jednoduché, přisedlé, dvouřadě rozložené, střídavé nebo na konci plodných větví vstřícné, s objímavými listovými pochvami na bázi. Čepel je čárkovitá, jednožilná, celokrajná nebo u vrcholu nepravidelně drobounce pilovitá.
Květy jsou drobné, oboupohlavné, uspořádané ve vrcholových květenstvích. Květenství je stopkaté, na vrcholu nese dvoukvětý klas a vyrůstá mezi pochvami dvou protistojných vrcholových listů.
Květy se rozvíjejí na vodní hladině nebo pod ní. Stopka květenství se v průběhu kvetení často prodlužuje (až na více než jeden metr délky) a po odkvětu se spirálně stáčí. Květy nemají okvětí, jsou složeny pouze ze dvou tyčinek a několika (většinou čtyř) volných plodolistů apokarpního gynecea. Každý plodolist nese drobnou, přisedlou, štítovitou bliznu a obsahuje jediné vajíčko. Po oplození se u většiny druhů vytváří pod plodolisty prodlužující se stopky, které dávají souplodí okolíkovitý vzhled. Plody jsou uspořádány v souplodí a jejich interpretace není jednoznačná. V některých zdrojích jsou klasifikovány jako peckovice (např. ), zatímco jiné zdroje je označují jako nažky (např. ). Povrch plodů je pokryt houbovitou vrstvou.

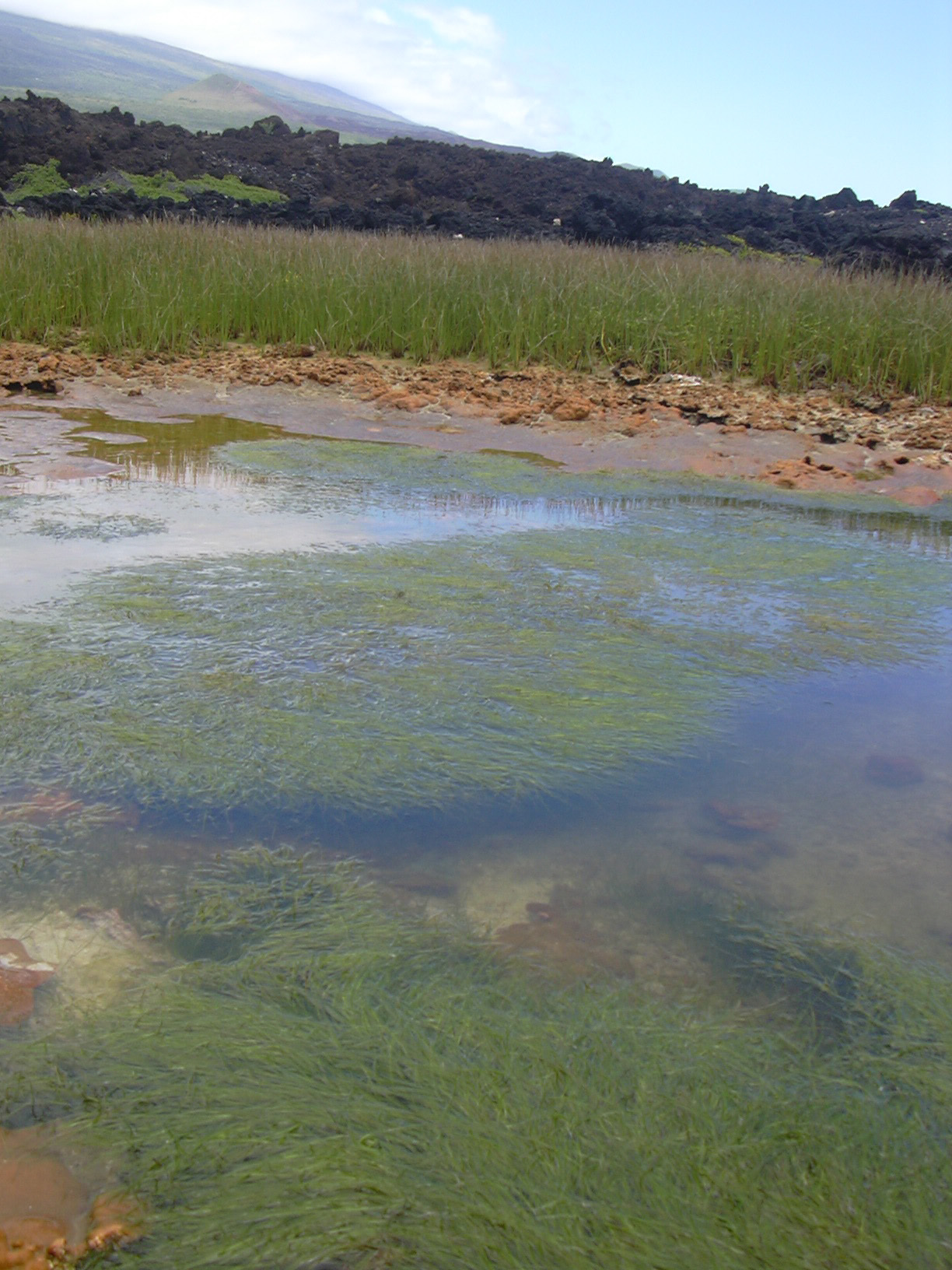
Porost táhlice přímořské na Havaji
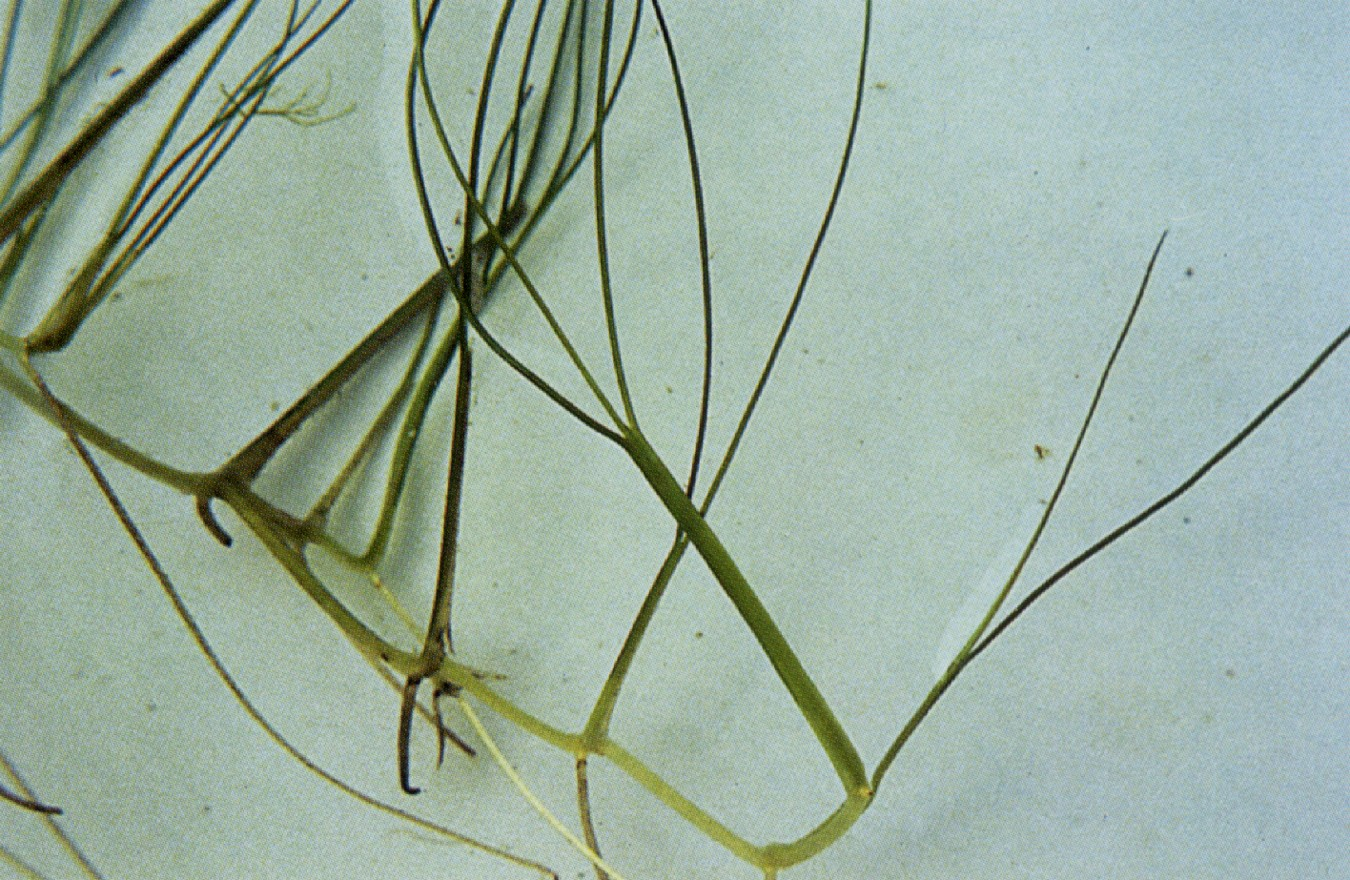
Detail rostliny táhlice přímořské
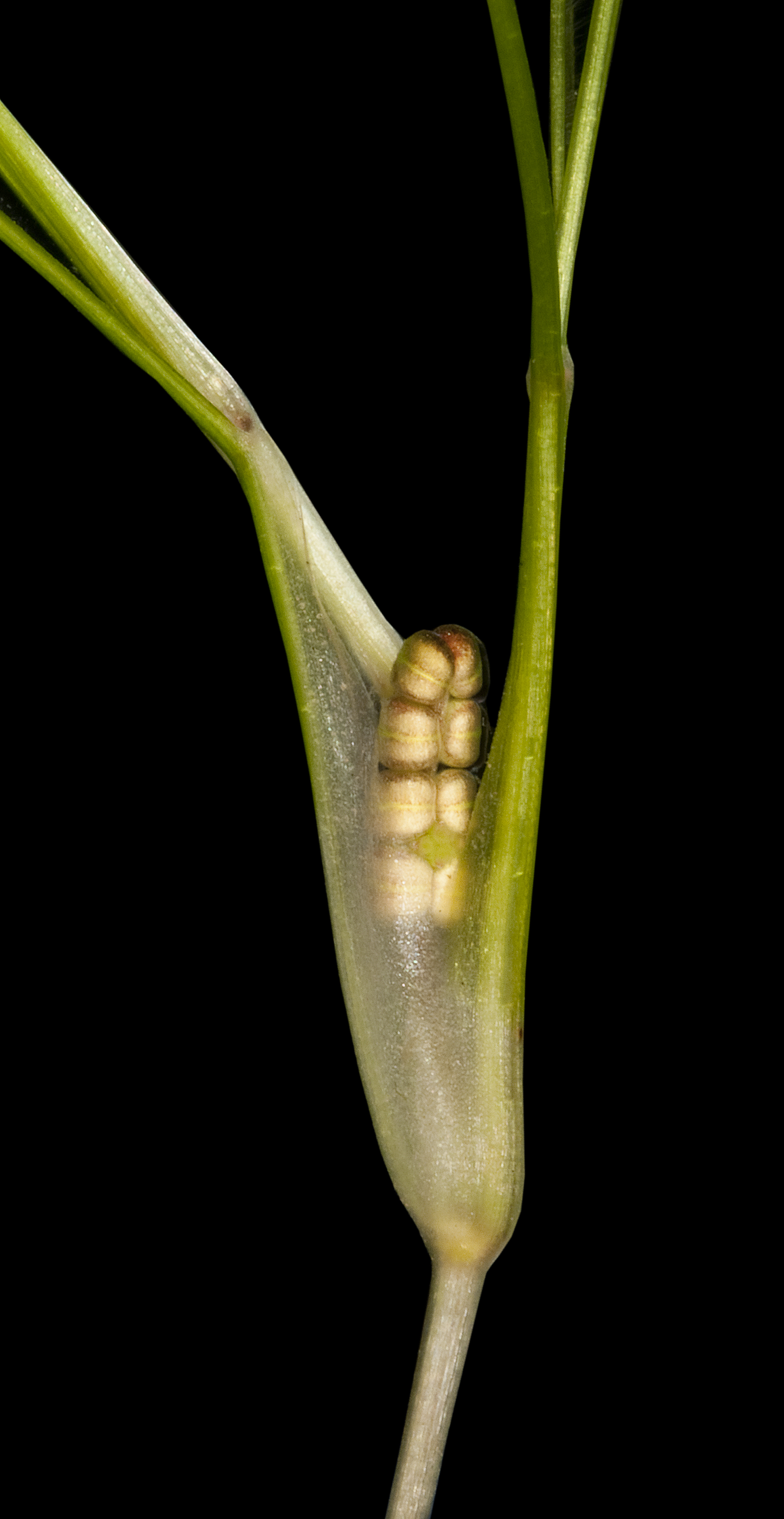
Květenství Ruppia polycarpa
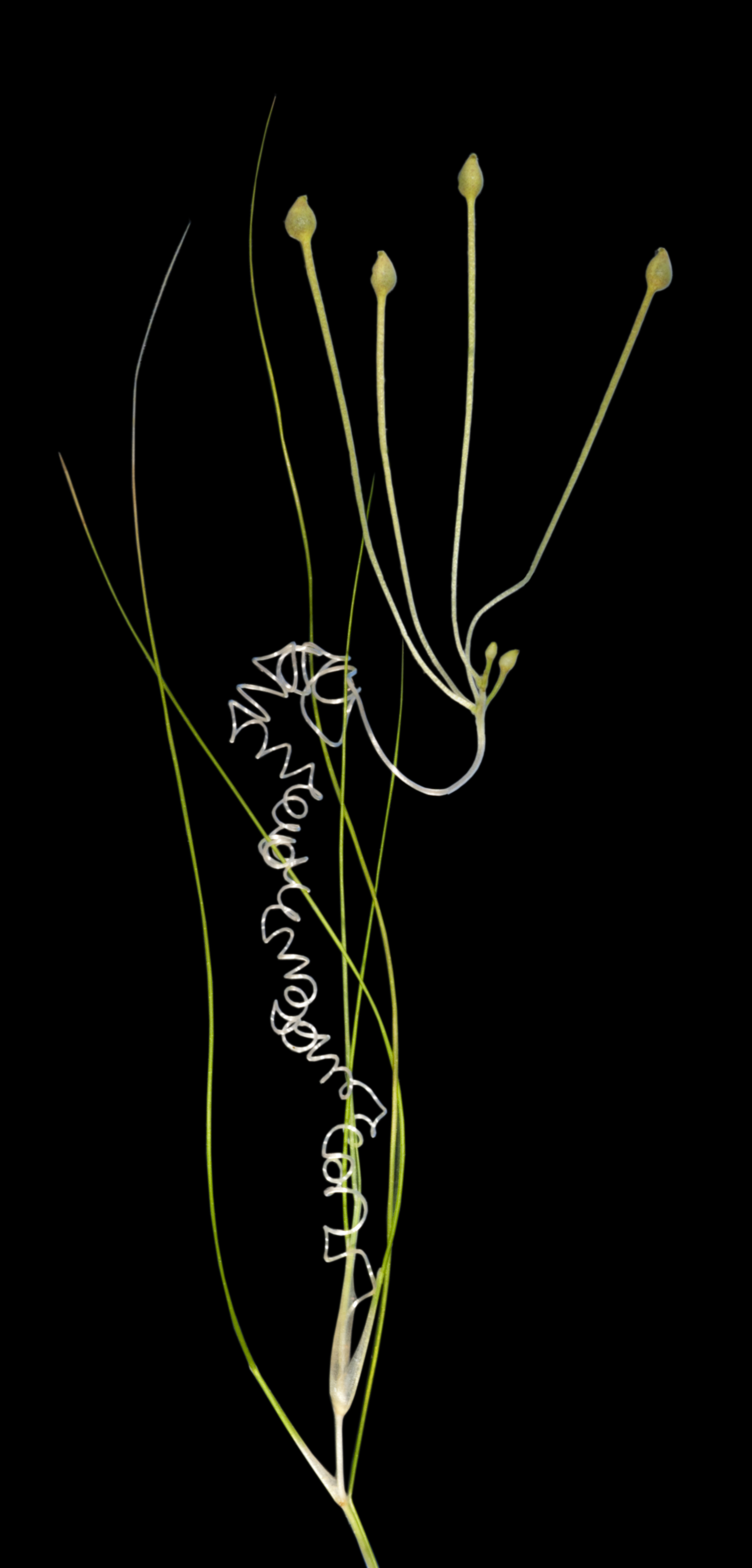
Prodloužené plodenství Ruppia polycarpa

## Rozšíření
Rod táhlice zahrnuje asi 11 druhů a je rozšířen téměř kosmopolitně. Táhlice přímořská je s různou četností výskytu rozšířena na všech kontinentech s výjimkou Antarktidy, a to od tropů až po chladné oblasti mírného pásu obou polokoulí. Na severní polokouli dokonce zasahují až za polární kruh. V horských jezerech mohou vystupovat až do nadmořských výšek okolo 4000 metrů. Široké rozšíření (mimo Austrálie) má také druh Ruppia cirrhosa.
V Evropě rostou celkem 3 druhy: Táhlice přímořská (R. maritima), Ruppia cirrhosa a Ruppia drepanensis. První dva zmíněné druhy jsou rozšířeny na většině území kontinentu s výjimkou vnitrozemské střední Evropy. Druh R. drepanensis se vyskytuje v jihozápadní a jižní Evropě, někteří taxonomové jej však jako samostatný neuznávají a řadí jej jako varietu do druhu R. cirrhosa. Ve Středomoří je nejrozšířenějším druhem R. cirrhosa, ostatní 2 druhy jsou zde zřídkavější. V České republice žádný druh táhlice přirozeně neroste.
Táhlice rostou charakteristicky v mělké brakické vodě v ústích řek a přímořských jezerech, ve vnitrozemí pak ve slaných nebo alkalických jezerech. V menší míře rostou i v mořské vodě, ovšem pouze na velmi chráněných místech. Na rozdíl od většiny jiných rostlin charakteristických pro brakické vody se poměrně často vyskytují i na oceánických ostrovech, jako je např. Havaj nebo ostrovy v Tichomoří. Rostliny vyhledávají zejména bahnitá dna s bohatým obsahem organického materiálu. Některé krátkověké druhy rostou v periodicky vysychajících vodách. Tyto druhy musejí rychle dokončit životní cyklus a vyplodit, dříve než taková plocha vyschne, neboť periodu sucha přežívají pouze prostřednictvím semen.
Druh R. cirrhosa snáší větší kolísání teplot i slanosti vody než táhlice přímořská, která má životní optimum úžeji vymezené.
Ve Starém světě roste táhlice přímořská v brakických vodách zejména ve společnosti rdestíku hřebenitého (Stuckenia pectinata), řečanky přímořské (Najas marina) a šejdračky bahenní (Zannichellia palustris). Při pobřežích jihoafrického Kapska roste druh R. cirrhosa spolu s vochou Zostera capensis.
V brakických vodách při pobřežích temperátní i tropické Jižní Ameriky jsou běžné porosty táhlic R. maritima, R. cirrhosa a R. filiformis, v některých oblastech je střídají porosty šejdračky bahenní. Někdy se s nimi lze setkat i v mangrovech. Ve sladkých a mírně slaných jezerech temperátních oblastí Jižní Ameriky včetně Ohňové země a andských poloh roste druh R. filiformis.

## Ekologické interakce
U táhlice přímořské byl zjištěn zajímavý způsob opylování. Její pyl je těžší než voda a pokud je ponořen pod hladinou, rychle klesá ke dnu a zapadá nenávratně do bahna. Někdy květenství vyčnívají na hladinu a vypadaný pyl se udržuje na hladině prostřednictvím povrchového napětí vody, přičemž pylová zrna vytvářejí vlivem kapilarity shluky. Pokud je květenství pod hladinou, jsou pylová zrna vynesena na hladinu prostřednictvím vzduchových bublinek, které se v květenství aktivně vytvářejí. Pyl se následně zachycuje na bliznách, které se těsně dotýkají vodní hladiny a prohýbají ji. Takový způsob opylování se ukazuje jako velmi efektivní a násada plodů je vysoká, navíc je adaptován na kolísání vodní hladiny. Stopka květenství R. cirrhosa se při rozkvětu prodlužuje tak, aby se květy dostaly blízko k vodní hladině. Oddělené části rostlin se mohou šířit vodou na velké vzdálenosti, než na novém místě zakoření. Nezřídka jsou k nim připojena také semena. Pokud rostliny vyschnou, snadno se i se semeny šíří větrem. Semena přecházejí vyschnutím do dormance, která se posléze přeruší při kontaktu s vodou.
Plody táhlic tvoří významnou součást stravy některých vodních ptáků. Průchodem semen trávicím traktem se jejich klíčivost zlepšuje, a ptáci tak přispívají k jejich šíření. Pojídají je také ryby.

## Taxonomie
Rod Ruppia byl tradičně řazen buď do čeledi Potamogetonaceae (rdestovité) nebo do samostatné čeledi Ruppiaceae. Výsledky fylogenetických studií ukázaly, že nejblíže příbuznou skupinou jsou tzv. mořské trávy, tedy rostliny z čeledí Cymodoceaceae a Posidoniaceae, s nimiž tvoří Ruppia monofyletickou skupinu a zároveň představuje bazální větev daného kladu. V moderním systému APG je proto rod Ruppia řazen do samostatné čeledi Ruppiaceae.
Velká fenotypová plasticita rostlin vedla v minulosti k popisu celé řady druhů, které se později ukázaly jako morfotypy téměř celosvětově rozšířeného druhu Ruppia maritima, případně i jiných druhů. Vymezení jednotlivých druhů rodu komplikuje mimo velké plasticity také zjednodušená stavba rostlin a existence přirozených hybridů a různých ploidních úrovní.

## Zástupci
- táhlice přímořská (Ruppia maritima)